# Ohé en Laak
Ohé en Laak (Limburgs: Genoea en Laak) is een dorp in de gemeente  Maasgouw, in de Nederlandse provincie Limburg. Het is gelegen ten westen van Echt en ten noordoosten van Maaseik, tussen de Maas en de Oude Maas. In 2023 telde Ohé en Laak 840 inwoners.  De woonplaats omvat eigenlijk twee afzonderlijke kernen, Ohé (630 inwoners, 2021) en Laak (200 inwoners, 2021), maar vormen samen van oudsher één gemeenschap.

## Ligging en vorming
Ohé en Laak ligt samen met Stevensweert op het Eiland in de Maas, een (voormalig) eiland tussen twee rivierarmen van de Maas, vlak ten westen van het stadje Echt op een hoogte van ongeveer 26 meter. De oude rechterarm is de Oude Maas. Door zand- en grindafgravingen op diverse plaatsen op het eiland zijn er rondom het dorp verschillende plassen ontstaan, waaronder de Dilkensplas, de Schroevendaalse plas, de Teggerse plas en het meest recent de Molenplas. Sinds de twintigste eeuw worden deze gebruikt voor waterrecreatie en als natuurgebied, waardoor de plaats vele toeristen trekt. Er bevindt zich een kleine jachthaven.
Laak bestaat geheel uit lintbebouwing, gelegen langs een weg die evenwijdig aan de Maas loopt. Ohé heeft zowel een gedeelte met lintbebouwing als een deel met geconcentreerde bebouwing.
Van 1925-1934 werd het Julianakanaal aangelegd, dat een extra barrière vormt tussen het eiland en het vasteland. Enkele bruggen zorgen voor de verbinding.

## Etymologie
Ohé zou afkomstig zijn van oë, wat een vruchtbaar stuk grond aan een rivier betekent.

## Geschiedenis
Ohé en Laak behoorden oorspronkelijk tot Opper-Gelre, dan tot het Ambt Montfort en werden in 1624 een zelfstandige heerlijkheid die later samenging met de heerlijkheid Stevensweert, totdat zij na de Franse tijd een zelfstandige gemeente gingen vormen. 
De heren woonden vanaf ongeveer 1633 op Kasteel Walburg. Hoelang zij onder Stevensweert ressorteerden is niet duidelijk, in ieder geval reeds in de eerste helft van de 17e eeuw, toen de heerlijkheid in handen van graaf Hendrik van den Bergh was.
De gemeente Ohé en Laak kreeg in 1819 zijn eigen gemeentevlag. Bij het kasteel werd omstreeks 1633 het Sint-Annakapelletje gebouwd, waar de bewoners van het kasteel naar de kerk gingen. De familie Hompesch, die het kasteel kocht in 1719, was echter protestants en ging in Stevensweert ter kerke. Graaf Reinier Vincent van Hompesch, bouwde tussen Stevensweert en Ohé en Laak de Hompesche Molen. De kapel werd in 1896 afgebroken omdat de ligging ongunstig zou zijn geweest en werd vervangen door de huidige.
Ohé en Laak zijn twee verschillende kernen, waarbij Ohé een kerkdorp is, en Laak een buurtschap, nabij het kasteel. De kernen vormden in het feodale tijdperk één heerlijkheid, en daarna één gemeente.
Pas in 1882 kwam er een brug over de Oude Maas, de Eilandbrug en in 1935 werd de brug over het Julianakanaal geopend. Ohé en Laak was tot 1991 een zelfstandige gemeente. Daarna maakte het tot 2007 deel uit van de gemeente Maasbracht, die is opgegaan in de fusiegemeente Maasgouw.

## Bezienswaardigheden
- Onze-Lieve-Vrouw Geboortekerk
- Sint-Annakapel
- Sint-Franciscuskapel
- Heilig Hartbeeld, van 1933
- Kasteel Het Geudje of Huis Hasselholt, van 1548 en later
- Kasteel Walburg, van 1633
- Huize Geno, een grote hoeve uit 1788 met een schuur uit 1788, stallen van 1937, aan Prior Gielenstraat 1-3.

Zie ook
- Lijst van rijksmonumenten in Ohé en Laak
- Lijst van gemeentelijke monumenten in Ohé en Laak

## Foto's

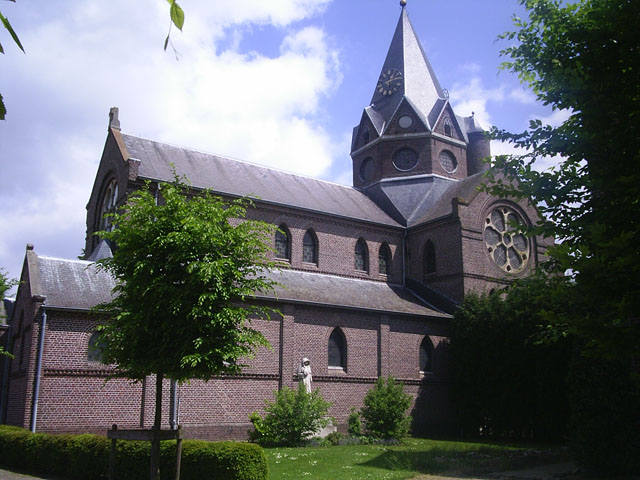
Kerk (Ohé)
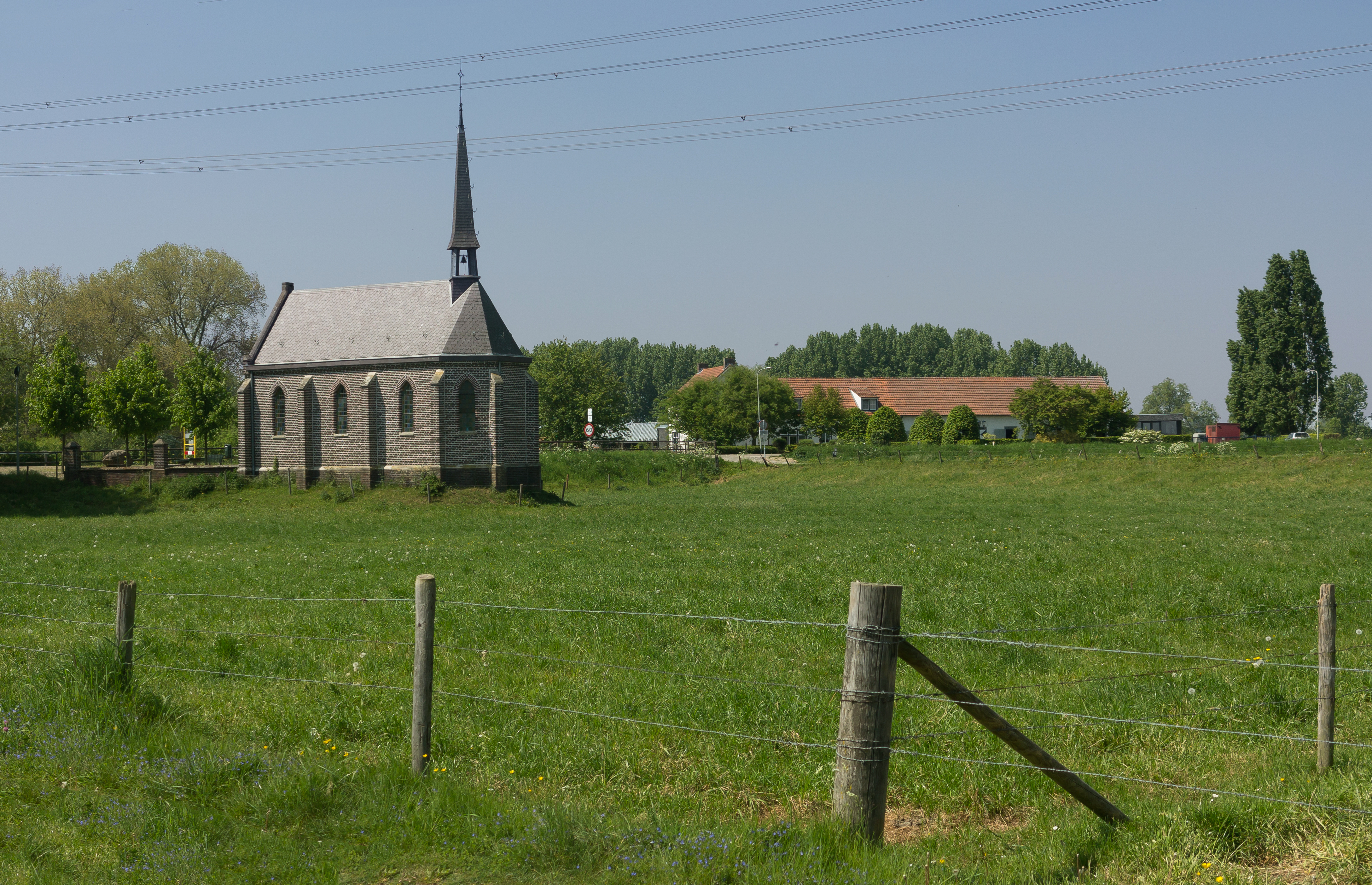
Sint Annakapel (Laak)
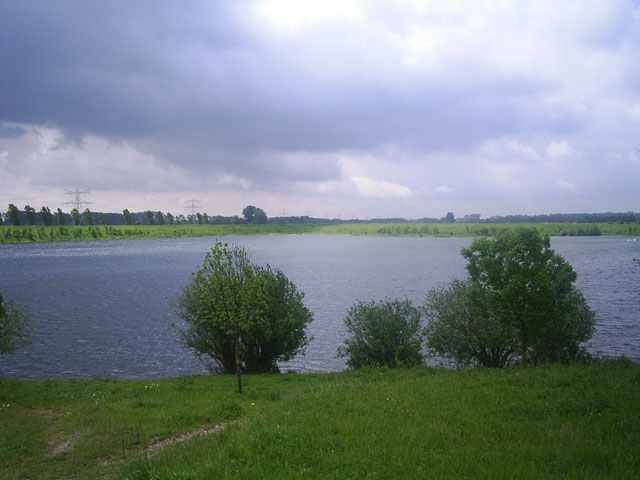
Schroevendaalse plas

## Nabijgelegen kernen
Stevensweert, Roosteren, Echt, Ophoven (voetveer, alleen in het zomerseizoen)